# Eremobates woodruffi
Eremobates woodruffi är en spindeldjursart som beskrevs av Brookhart och Muma 1981. Eremobates woodruffi ingår i släktet Eremobates och familjen Eremobatidae. Inga underarter finns listade i Catalogue of Life.